# María Cristina Vicente Gómez
María Cristina Vicente Gómez (1948 - 2000) era una bióloga española.
Se licenció en Ciencias Biológicas en la Universidad de Salamanca y se doctoró en la Universidad Autónoma de Barcelona.
Se especializó en el estudio de los miriápodos e isópodos de la península ibérica, Baleares y Canarias.
En la vertiente académica y pedagógica, la Dra. Vicente fue profesora de la UAB de 1972 hasta el 2000. Primero como profesora adjunta y posteriormente como profesora titular. Dio clases de zoología general y de zoología de los artrópodos y asumió diferentes cargos académicos en el Departamento de Biología Animal, de Biología Vegetal y de Ecología.
Como investigadora en zoología, la Dra. Vicente se especializó en el estudio de la morfología, la taxonomía y la ecología de diferentes grupos de diplópodos en la península ibérica. Como resultado, publicó numerosos artículos, muchos de ellos en colaboración con otros miriapodologos. Así mismo, participó en múltiples actividades y asociaciones entomológicas, entre ellas en el Centre International de Myriapodologie.

## Génerosyespeciesdescritas
- Alavasoma
- Alavasoma muniesai
- Armadillidium amicorum
- Cantabrosoma serrai
- Cantabromeris cantabrica
- Cottodesmus breuili
- Guipuzcosoma
- Guipuzcosoma comasi
- Mesoiulus rusticanus
- Ommatoiulus demangei
- Polydesmus haroi
- Polydesmus mauriesi
- Porcellio ancararum
- Porcellio eserensis
- Proceratosphys
- Proceratosphys solanasi
- Scutogona oculinigrum
- Scutogona vivesi
- Soteriscus trilineatus
- Tarracoblaniulus
- Tarracoblaniulus lagari
- Trichoblaniulus tarraconensis
- Trichonemasoma
- Typhlopsychrosoma fadriquei

## Epónimos
- Glomeris vicenteae
- Vascanthogona vicenteae

## Legado
El legado personal de la Dra. Vicente se compone de artículos científicos en forma de separatas (680) y del epistolario profesional (aproximadamente 203 entre otros) (1974-1990). Se encuentra en la Biblioteca de Ciencia y Tecnología de la Universidad Autónoma de Barcelona. La correspondencia se ha digitalizado y se puede consultar en el Depósito Digital de Documentos del Servicio de bibliotecas de la UAB.